# Streonus improcerus
Streonus improcerus är en insektsart som beskrevs av Capener 1972. Streonus improcerus ingår i släktet Streonus och familjen hornstritar. Inga underarter finns listade i Catalogue of Life.